# حنظلة أبو ريحانة (مسلسل)
حنظلة أبو ريحانة  مسلسل سوري وهو مسلسل كوميدي طريف، تاريخ العرض 31 يناير1995 عدد الحلقات 13 ومدة كل حلقة 45 دقيقة.

## ملخص المسلسل
المسلسل يتناول حياة حنظلة أبو ريحانة ورفضه تزويج ابنته وتعرضه للسرقة وزيارة الأمير له بعد علمه أنه يملك بغلًا يتكلم فيجد امرأة في مكان البغل تدعى ياسوخ، ويقرر الأمير تعيين حنظلة قاضيًا ورغم ذلك يتهم الأمير حنظلة في سرقة محل سليمان وينفي حنظلة ويتهم الأشعث مع توالي الأحداث.

## فريق العمل

### المؤلف
- علي محسن العرفاوي

### المخرج
- فواز عبدلكي

### الممثلين
- زيناتي قدسية بدور (أبو ريحانة)
- فرح بسيسو بدور (ريحانة)
- عبد المجيد الأكحل
- زهير عبدالكريم
- عصام عبه جي
- نجاح سفكوني
- بسام لطفي